# Foreste temperate del Caucaso, dell'Anatolia, dell'Hyrcanian
Le foreste temperate del Caucaso, dell'Anatolia, dell'Hyrcanian sono una ecoregione globale che fa parte della lista Global 200 delle ecoregioni prioritarie per la conservazione definita dal WWF. Appartiene al bioma delle Foreste temperate di conifere della regione paleartica. Interessa l'area dell'Europa sud-orientale e dell'Asia occidentale. Lo stato di conservazione è considerato in pericolo critico.

## Territorio
La regione si estende per circa 520000 km² fra le coste sul Mar Nero di Turchia e Bulgaria fino alla catena montuosa dei Kopet Dag nell'Asia centrale, comprendendo le aree sulle coste meridionali del Mar Nero e del Mar Caspio e le foreste dell'Anatolia settentrionale, del Caucaso e dei monti Elburz e Kopet Dag.
Una serie di fattori, fra cui il clima temperato e la topografia del territorio, determinano una situazione di unicità e complessità della vita sia animale che vegetale ed un elevato tasso di endemismo.

### Stati
L'ecoregione interessa 9 paesi:
- Armenia,
- Azerbaigian,
- Bulgaria,
- Georgia,
- Iran,
- Russia,
- Turchia,
- Turkmenistan,
- Ucraina.

### Ecoregioni
L'ecoregione è composta da 6 ecoregioni terrestri:
- PA1008 - Steppa alberata e boscaglie del Kopet Dag
- PA0408 - Foreste miste caucasiche
- PA0422 - Foreste di latifoglie del Mar Nero orientale e meridionale
- PA0515 - Foreste di conifere e decidue dell'Anatolia settentrionale
- PA0407 - Foreste miste ircane del Caspio
- PA0507 - Steppa alberata della catena dell'Elburz

## Flora
Le foreste del Caucaso, per la loro posizione, contengono una mescolanza di specie provenienti dall'Europa (centrale e settentrionale), dall'Asia centrale, dal Medio Oriente e dal Nordafrica. Il numero totale di specie contenute è molto elevata, circa 6000 nella sola regione del Caucaso, di cui più di 1500 endemiche. Nella zona della Colchide, in Georgia, vi sono delle zone umide che rivestono grande importanza per la protezione degli uccelli acquatici e che sono siti Ramsar (Ispani Mire e Kolkheti).
Anche l'area delle foreste di conifere e decidue dell'Anatolia settentrionale è classificata come IBA da BirdLife International perché fornisce l'habitat per la riproduzione per il pellicano riccio, l'airone rosso e la cicogna nera. Numerose tipologie di felci e erbe figurano tra le 2400 specie di piante presenti in questa regione.

## Fauna
I mammiferi della regione comprendono la capra del Caucaso occidentale (Capra caucasica), il cervo (Cervus elaphus), il camoscio (Rupicapra rupicapra) e il bisonte europeo (Bison bonasus). Vi sono anche alcuni predatori fra cui il lupo (Canis lupus), l'orso bruno (Ursus arctos), la lince euroasiatica (Lynx lynx) e il leopardo (Panthera pardus), anche se estremamente raro.

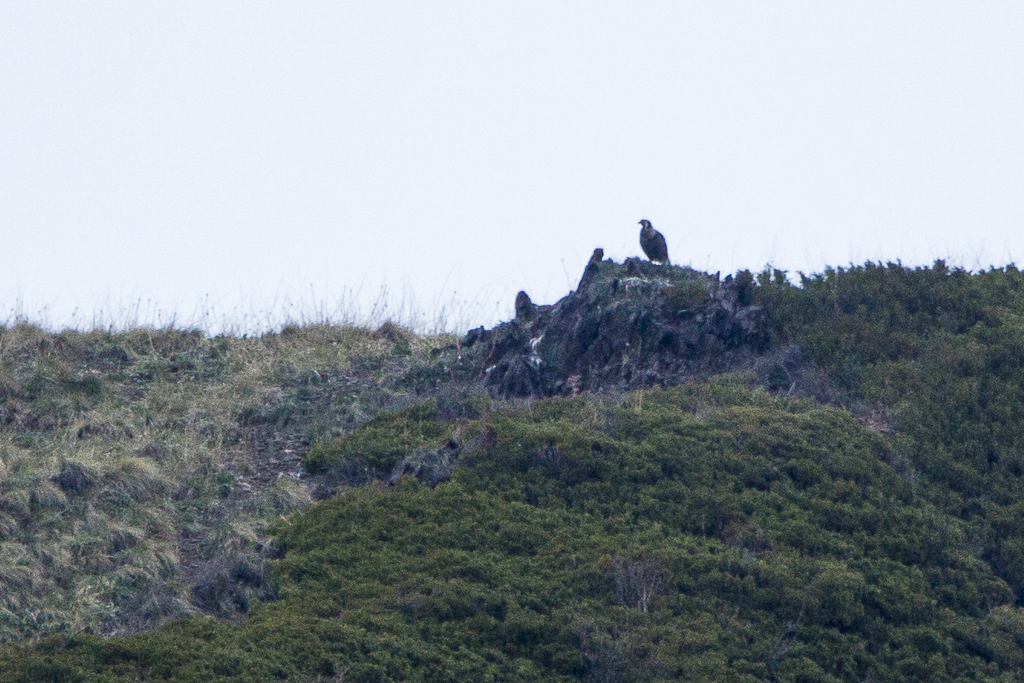
Un esemplare di tetraogallo del Caucaso (Tetraogallus caucasicus)

Fra gli uccelli vi sono due specie endemiche: il tetraogallo del Caucaso (Tetraogallus caucasicus) e il gallo forcello del Caucaso (Lyrurus mlokosiewiczi).

## Conservazione
Le principali minacce alla conservazione di questa regione vengono dalle attività umane connesse con la silvicoltura aggressiva, la realizzazione di strutture turistiche e la costruzione di dighe. In alcune regioni un problema è costituito anche dallo sfruttamento delle torbiere e dall'estrazione mineraria.
Fra il 2003 e il 2005 nell'area è stato costruito l'Oleodotto Baku-Tbilisi-Ceyhan, la cui realizzazione ha comportato una serie di problemi e posto un problema di sicurezza per il futuro.